# Bora Dagtekin
Bora Dağtekin est un scénariste, producteur et réalisateur allemand d'origine turque né le 27 octobre 1978 à Hanovre.

## Biographie
Lors de la 70e cérémonie du Deutscher Filmpreis en 2020, il remporte le prix du public pour Das perfekte Geheimnis,.

## Filmographie

### Comme réalisateur

#### Cinéma
- 2012 : Türkisch für Anfänger (film) (de) - également scénariste et producteur
- 2013 : Un prof pas comme les autres (Fack ju Göhte) - également scénariste et producteur
- 2015 : Un prof pas comme les autres 2 (Fack ju Göhte 2) - également scénariste et producteur
- 2017 : Un prof pas comme les autres 3 (Fack ju Göhte 3) - également scénariste
- 2019 : Das perfekte Geheimnis - également scénariste

### Comme scénariste

#### Cinéma

##### Longs métrages
- 2006 : Wo ist Fred? (de)
- 2016 : No Mandes Frida

##### Courts métrages
- 2003 : Toyotafahrer leben länger
- 2005 : Season Greetings

#### Télévision

##### Séries télévisées
- 2001 : Au rythme de la vie (Gute Zeiten, schlechte Zeiten) (1 épisode)
- 2004 : Wilde Jungs
- 2004-2005 : Les Allumeuses (7 épisodes)
- 2006 : Family Mix - également créateur
- 2008-2011 : Le Journal de Meg - également créateur et producteur (14 épisodes)

##### Téléfilms
- 2008 : Eine wie keiner (de)
- 2010 : Undercover Love (de)

## Récompenses et distinctions
- Deutscher Filmpreis 2020 : prix du public pour Das perfekte Geheimnis